# Henry Stafford, II duca di Buckingham
Henry Stafford, settimo conte di Stafford e secondo duca di Buckingham (4 settembre 1455 – 2 novembre 1483), è stato un militare inglese.

## Origine
Figlio di Humphrey Stafford (ca. 1425 - 1458), conte di Stafford (figlio del primo duca di Buckingham, Humphrey Stafford) e di Margaret Beaufort (1427-1474), figlia di Edmund Beaufort, II duca di Somerset (1406 – 22 maggio 1455).

## Biografia
Nipote del primo duca di Buckingham Humphrey Stafford (1402-1460), discendente dalla famiglia reale dei Plantageneti, da parte di madre, che fu vicino alla corona inglese e sostenitore della dinastia Lancaster quando iniziò la guerra delle due rose, Henry, rimasto orfano di padre (anche lui sostenitore del casato dei Lancaster), all'età di tre anni, divenne secondo duca di Buckingham, a cinque anni, alla morte di suo nonno paterno, alla battaglia di Northampton del 1460.
La madre, una Beaufort, discendeva da Giovanni Plantageneto, I duca di Lancaster, per cui il piccolo Enrico faceva parte del casato dei Lancaster.
Dopo che nel 1465, era stata incoronata regina, Elisabetta Woodville, consorte del re del casato di York, Edoardo IV d'Inghilterra, lo prese sotto la sua protezione, gli combinò il fidanzamento con sua sorella, Catherine Woodville, di un anno più vecchia di Enrico, che, qualche anno dopo portò al matrimonio dei due giovani, per cui Henry divenne un sostenitore del casato di York.
Nel 1483, Henry giocò un ruolo fondamentale nell'ascesa al trono di re Riccardo duca di Gloucester. Infatti nella lotta tra Riccardo e la famiglia Woodville per la custodia dei due figli maschi di Edoardo IV, il defunto re, Edoardo V, dodicenne, e Riccardo Plantageneto, I duca di York, di nove anni, Enrico si schierò subito col duca di Gloucester. Gli eredi e successori di Edoardo IV, si trovavano nel castello di Ludlow, in Galles e quando la scorta del re bambino (composta dai membri della famiglia Woodville si mise in cammino dal Galles a Londra per l'incoronazione, Riccardo e Henry si unirono alla suddetta presso Northampton e arrestarono il custode del re, Anthony Woodville, e gli altri consiglieri, portandoli al castello di Pontefract, dove vennero immediatamente decapitati (giustiziati o assassinati), presumibilmente con l'accusa di aver progettato di assassinare Edoardo V.
Edoardo V arrivò a Londra il 4 maggio e Riccardo condusse Edoardo V ed il fratello alla Torre di Londra (allora una residenza reale).
L'8 giugno si era presentato a Riccardo un sacerdote che gli aveva rivelato di aver assistito alla cerimonia di fidanzamento tra il defunto Edoardo IV e lady Eleanor Talbot (pure lei deceduta), cerimonia avvenuta poco prima delle nozze tra Edoardo IV ed Elisabetta Woodville. Quando i membri del parlamento si incontrarono, il 25 giugno, il prete testimoniò di aver gestito un matrimonio (od un fidanzamento) tra Edoardo IV e tale Lady Eleanor Talbot (o Butler) prima del suo matrimonio con Elisabetta Woodville. Secondo gli usi del tempo, perfino un fidanzamento era un vincolo precontrattuale, di conseguenza il matrimonio di Edoardo IV e di Elisabetta Woodville fu ritenuto bigamo e la loro prole fu dichiarata illegittima.
Una parte degli atti di quella sessione parlamentare sono sopravvissuti in un documento noto come Titulus Regius, emanato il 9 luglio dal Parlamento. L'identità del prete in questione, ritenuta quella del precedente cancelliere di Edoardo IV, Robert Stillington, arcivescovo di Bath e Wells, è fornita da una sola fonte: il commentatore politico francese Philippe de Commines. Il Titulus Regius addusse due ulteriori ragioni in base alle quali il matrimonio di Edoardo IV era invalido, ovverosia che era stato celebrato «in un luogo profano» e «senza il consenso dei Lord».Comunque Enrico Stafford fu considerato uno dei maggiori artefici della tragica vicenda dei Principi nella Torre, i figli di Edoardo IV fatti rinchiudere nella Torre di Londra dal loro zio, Riccardo III.
Dopo questi avvenimenti, forse aspirando addirittura a divenire re d'Inghilterra, Enrico si riconciliò col casato dei Lancaster e si accordò col cugino, in esilio, Enrico Tudor conte di Richmond, discendente, come Henry Stafford, da un figlio illegittimo di Giovanni, John Beaufort, I conte di Somerset, successivamente legittimato dal cugino, Riccardo II d'Inghilterra, nel 1397, e confermato dal fratellastro, Enrico IV d'Inghilterra a condizione che nessuno dei suoi discendenti avrebbe mai reclamato la corona; nonostante questo veto, Enrico, nominato capo del casato di Lancaster, nel 1483, divenne aspirante alla corona d'Inghilterra.
Enrico Stafford, secondo duca di Buckingham, uno dei sostenitori più leali di Riccardo III, allora si ribellò al suo sovrano e dopo un fallito tentativo di rovesciarlo con la forza, sconfitto e catturato, fu giustiziato nello stesso 1483.

## Matrimonio e figli
Henry da Caterina ebbe cinque figli:
- Edward Stafford, terzo duca di Buckingham
- Elizabeth Stafford, Contessa del Sussex
- Henry Stafford, III conte di Wiltshire
- Anne Stafford, Contessa di Huntingdon
- Humphrey Stafford, morto giovane.

## Ascendenza
|                                         |                                    |                                             | Genitori                                   |  |  | Nonni |  |  | Bisnonni                             |  |  | Trisnonni                              |  |
|                                         |                                    |                                             |                                            |  |  |       |  |  | Edmund Stafford, V conte di Stafford |  |  | Hugh de Stafford, II conte di Stafford |  |
|                                         |                                    |                                             |                                            |  |  |       |  |  | Edmund Stafford, V conte di Stafford |  |  | Hugh de Stafford, II conte di Stafford |  |
|                                         |                                    | Philippa de Beauchamp                       |                                            |  |  |       |  |  | Edmund Stafford, V conte di Stafford |  |  |                                        |  |
| Humphrey Stafford, I duca di Buckingham |                                    |                                             |                                            |  |  |       |  |  | Edmund Stafford, V conte di Stafford |  |  |                                        |  |
|                                         |                                    | Anne di Gloucester                          | Tommaso Plantageneto, I duca di Gloucester |  |  |       |  |  |                                      |  |  |                                        |  |
|                                         |                                    | Anne di Gloucester                          | Tommaso Plantageneto, I duca di Gloucester |  |  |       |  |  |                                      |  |  |                                        |  |
|                                         |                                    | Anne di Gloucester                          | Eleanor di Bohun                           |  |  |       |  |  |                                      |  |  |                                        |  |
| Humphrey Stafford, conte di Stafford    |                                    | Anne di Gloucester                          |                                            |  |  |       |  |  |                                      |  |  |                                        |  |
|                                         |                                    | Ralph Neville, I conte di Westmorland       | John Neville, III barone Neville di Raby   |  |  |       |  |  |                                      |  |  |                                        |  |
|                                         |                                    | Ralph Neville, I conte di Westmorland       | John Neville, III barone Neville di Raby   |  |  |       |  |  |                                      |  |  |                                        |  |
|                                         |                                    | Ralph Neville, I conte di Westmorland       | Maud Percy                                 |  |  |       |  |  |                                      |  |  |                                        |  |
| Anna Neville                            |                                    | Ralph Neville, I conte di Westmorland       |                                            |  |  |       |  |  |                                      |  |  |                                        |  |
|                                         |                                    | Joan Beaufort, contessa di Westmorland      | Giovanni Plantageneto, I duca di Lancaster |  |  |       |  |  |                                      |  |  |                                        |  |
|                                         |                                    | Joan Beaufort, contessa di Westmorland      | Giovanni Plantageneto, I duca di Lancaster |  |  |       |  |  |                                      |  |  |                                        |  |
|                                         |                                    | Joan Beaufort, contessa di Westmorland      | Katherine Swynford                         |  |  |       |  |  |                                      |  |  |                                        |  |
| Henry Stafford, II duca di Buckingham   |                                    | Joan Beaufort, contessa di Westmorland      |                                            |  |  |       |  |  |                                      |  |  |                                        |  |
|                                         | John Beaufort, I conte di Somerset | Giovanni Plantageneto, I duca di Lancaster  |                                            |  |  |       |  |  |                                      |  |  |                                        |  |
|                                         | John Beaufort, I conte di Somerset | Giovanni Plantageneto, I duca di Lancaster  |                                            |  |  |       |  |  |                                      |  |  |                                        |  |
|                                         | John Beaufort, I conte di Somerset | Katherine Swynford                          |                                            |  |  |       |  |  |                                      |  |  |                                        |  |
| Edmund Beaufort, II duca di Somerset    | John Beaufort, I conte di Somerset |                                             |                                            |  |  |       |  |  |                                      |  |  |                                        |  |
|                                         |                                    | Margaret Holland                            | Thomas Holland, II conte di Kent           |  |  |       |  |  |                                      |  |  |                                        |  |
|                                         |                                    | Margaret Holland                            | Thomas Holland, II conte di Kent           |  |  |       |  |  |                                      |  |  |                                        |  |
|                                         |                                    | Margaret Holland                            | Alice FitzAlan                             |  |  |       |  |  |                                      |  |  |                                        |  |
| Margaret Beaufort                       |                                    | Margaret Holland                            |                                            |  |  |       |  |  |                                      |  |  |                                        |  |
|                                         |                                    | Richard de Beauchamp, XIII conte di Warwick | Thomas de Beauchamp, XII conte di Warwick  |  |  |       |  |  |                                      |  |  |                                        |  |
|                                         |                                    | Richard de Beauchamp, XIII conte di Warwick | Thomas de Beauchamp, XII conte di Warwick  |  |  |       |  |  |                                      |  |  |                                        |  |
|                                         |                                    | Richard de Beauchamp, XIII conte di Warwick | Margaret Ferrers                           |  |  |       |  |  |                                      |  |  |                                        |  |
| Eleanor Beauchamp                       |                                    | Richard de Beauchamp, XIII conte di Warwick |                                            |  |  |       |  |  |                                      |  |  |                                        |  |
|                                         |                                    | Elizabeth de Berkeley                       | Thomas de Berkeley, V barone di Berkeley   |  |  |       |  |  |                                      |  |  |                                        |  |
|                                         |                                    | Elizabeth de Berkeley                       | Thomas de Berkeley, V barone di Berkeley   |  |  |       |  |  |                                      |  |  |                                        |  |
|                                         |                                    | Elizabeth de Berkeley                       | Margaret di Lisle                          |  |  |       |  |  |                                      |  |  |                                        |  |
|                                         |                                    | Elizabeth de Berkeley                       |                                            |  |  |       |  |  |                                      |  |  |                                        |  |